# Augustine Ngom Jua
Augustine Ngom Jua (* 24. November 1924 in Kamerun; † 30. Dezember 1977) war von 1965 bis 1968 Premierminister von Britisch-Kamerun in der Republik Kamerun.

## Leben

### Herkunft und Ausbildung
Jua wurde am 24. November 1924 bei Wum in Kamerun geboren. Er besuchte örtliche Schulen und arbeitete in der Gegend um Bamenda als Lehrer. Er wurde 1952 unter der britischen Treuhandverwaltung Mitglied des Wum Native Authority Council.

### Politik
Als 1954 das britische Südkamerun von Ostnigeria getrennt wurde, wurde Jua als Abgeordneter in das House of Assembly von Südkamerun gewählt. 1955 half er J. N. Foncha bei der Gründung der Kamerun National Democratic Party (KNDP), welche für eine Wiedervereinigung mit Französisch-Kamerun eintrat. Jua wurde 1963 in einem Duell mit Solomon Tandeng Muna zum Vizepräsidenten der KNDP gewählt. Nach einer Verfassungsänderung 1965 ernannte Präsident Ahmadou Ahidjo im selben Jahr Jua zum Premierminister. Er war vom 13. März 1965 bis zum 11. Januar 1968 und damit weniger als drei Jahre Regierungschef. Nach den Wahlen im Dezember 1967 wurde er durch Solomon Tandeng Muna als Premierminister abgelöst.

### Späteres Leben und Tod
Nachdem er als Premierminister 1968 abgelöst wurde, ging Jua in den Ruhestand. Er lebte noch lange genug, um die Entstehung eines vereinigten Staates mitzuerleben. Er starb am 30. Dezember 1977.